# HD202093
HD202093 — хімічно пекулярна зоря спектрального класу A3, що має видиму зоряну величину в смузі V приблизно  7,2.
Вона  розташована на відстані близько 310,3 світлових років від Сонця.